# Championnat de Yougoslavie de football 1999-2000
Navigation
Saison précédente Saison suivante
La saison 1999-2000 du Championnat de Yougoslavie de football est la soixante-et-onzième édition du championnat de première division en Yougoslavie. Les vingt-deux meilleurs clubs du pays prennent part à la compétition et sont regroupées en une poule unique où chaque formation affronte deux fois ses adversaires. En fin de saison, pour permettre le passage de la première division de 22 à 18 clubs la saison prochaine, les six derniers du classement sont relégués et remplacés par les deux meilleurs clubs de deuxième division.
C'est le FK Étoile rouge de Belgrade qui remporte la compétition après avoir terminé en tête du classement final, avec quatre points d'avance sur le tenant du titre, le FK Partizan Belgrade et seize sur l'Obilic Belgrade. C'est le 21e titre de champion de Yougoslavie de l'histoire du club, qui réussit même le doublé en s'imposant en finale de la Coupe de Yougoslavie face au club de FK Napredak Krusevac.
Avant le début de la saison, le club du FC Pristina déclare forfait pour la compétition.

## Les clubs participants
| - Obilic Belgrade - FK Partizan Belgrade - FK Étoile rouge de Belgrade - Hajduk-Rodic MB Kula - FK Rad Belgrade - FK Radnicki Kragujevac - FK Borac Cacak - Promu de D2 - OFK Belgrade - Spartak Subotica - FC Smederevo - FK Čukarički - Promu de D2 | - FK Zeleznik Belgrade - FK Budućnost Podgorica - FK Vojvodina Novi Sad - FK Zemun - FC Pristina - FK Hajduk Belgrade - Promu de D2 - Proleter Zrenjanin - FK Radnicki Nis - FK Mogren Budva - FK Milicionar Belgrade - FK Sutjeska Niksic - Promu de D2 |

## Compétition

### Classement
Le barème de points utilisé pour établir le classement est le suivant :
- Victoire : 3 points
- Match nul : 1 point
- Défaite : 0 point

| Rang | Équipe                          | Pts | J  | G  | N  | P  | Bp  | Bc  | Diff |
| ---- | ------------------------------- | --- | -- | -- | -- | -- | --- | --- | ---- |
| 1    | FK Étoile rouge de Belgrade (C) | 105 | 40 | 33 | 6  | 1  | 85  | 19  | +66  |
| 2    | FK Partizan Belgrade (T)        | 101 | 40 | 32 | 5  | 3  | 111 | 30  | +81  |
| 3    | Obilic Belgrade                 | 89  | 40 | 28 | 5  | 7  | 71  | 32  | +39  |
| 4    | FK Rad Belgrade                 | 60  | 40 | 17 | 9  | 14 | 56  | 46  | +10  |
| 5    | FK Sutjeska Niksic (P)          | 60  | 40 | 17 | 9  | 14 | 50  | 50  | 0    |
| 6    | FK Čukarički (P)                | 56  | 40 | 15 | 11 | 14 | 42  | 43  | -1   |
| 7    | OFK Belgrade                    | 55  | 40 | 15 | 10 | 15 | 58  | 62  | -4   |
| 8    | FK Zeleznik Belgrade            | 54  | 40 | 15 | 9  | 16 | 55  | 47  | +8   |
| 9    | FK Zemun                        | 54  | 40 | 15 | 9  | 16 | 47  | 57  | -10  |
| 10   | FK Vojvodina Novi Sad           | 53  | 40 | 15 | 8  | 17 | 54  | 40  | +14  |
| 11   | FK Radnicki Nis                 | 52  | 40 | 16 | 4  | 20 | 50  | 49  | +1   |
| 12   | FK Budućnost Podgorica          | 52  | 40 | 15 | 7  | 18 | 45  | 45  | 0    |
| 13   | FK Radnicki Kragujevac          | 52  | 40 | 13 | 13 | 14 | 35  | 41  | -6   |
| 14   | Hajduk-Rodic MB Kula            | 52  | 40 | 15 | 7  | 18 | 39  | 46  | -7   |
| 15   | FK Milicionar Belgrade          | 51  | 40 | 14 | 9  | 19 | 52  | 52  | 0    |
| 16   | FC Smederevo                    | 50  | 40 | 14 | 8  | 18 | 42  | 47  | -5   |
| 17   | Proleter Zrenjanin              | 46  | 40 | 12 | 10 | 18 | 36  | 49  | -13  |
| 18   | FK Hajduk Belgrade (P)          | 45  | 40 | 14 | 3  | 23 | 56  | 75  | -19  |
| 19   | FK Mogren Budva                 | 44  | 40 | 13 | 5  | 22 | 40  | 70  | -30  |
| 20   | Spartak Subotica                | 29  | 40 | 8  | 5  | 27 | 34  | 84  | -50  |
| 21   | FK Borac Cacak (P)              | 22  | 40 | 6  | 4  | 30 | 36  | 100 | -64  |
| 22   | FC Pristina forfait             |     |    |    |    |    |     |     |      |

|  | Qualification pour la Ligue des champions 2000-2001                                               |
|  | Qualification pour la Coupe UEFA 2000-2001                                                        |
|  | Qualification pour la Coupe Intertoto 2000                                                        |
|  | Relégation directe en deuxième division                                                           |
|  | (T) : Tenant du titre (C) : Vainqueur de la Coupe de Yougoslavie (P) : Promu de deuxième division |

## Bilan de la saison
| Championnat de Yougoslavie de football 1999-2000                        |                                                                                                   |
| Champion                                                                | FK Étoile rouge de Belgrade (21e titre)                                                           |
| Coupes et trophées                                                      |                                                                                                   |
| Vainqueur de la Coupe de Yougoslavie 1999-2000                          | FK Étoile rouge de Belgrade                                                                       |
| Qualifications continentales                                            |                                                                                                   |
| Ligue des champions 2000-2001                                           | FK Étoile rouge de Belgrade                                                                       |
| Coupe UEFA 2000-2001                                                    | FK Partizan Belgrade                                                                              |
| Coupe UEFA 2000-2001                                                    | FK Napredak Krusevac                                                                              |
| Coupe Intertoto 2000                                                    | Obilic Belgrade                                                                                   |
| Promotions et relégations                                               |                                                                                                   |
| Promus en SuperLiga                                                     | Zeta Golubovci                                                                                    |
| Promus en SuperLiga                                                     | FK Napredak Krusevac                                                                              |
| Relégués en Championnat de Yougoslavie de football de deuxième division | Proleter Zrenjanin FK Hajduk Belgrade FK Mogren Budva Spartak Subotica FK Borac Cacak FC Pristina |